# Long Trip Alone
Long Trip Alone è il terzo album in studio del cantante statunitense Dierks Bentley, pubblicato nel 2006.

## Tracce
1. Every Mile a Memory – 3:52
2. Can't Live It Down – 3:23
3. Long Trip Alone – 3:43
4. That Don't Make It Easy Loving Me – 4:09
5. Soon as You Can – 4:00
6. Trying to Stop Your Leaving – 3:38
7. Hope for Me Yet – 2:56
8. The Heaven I'm Headed To – 4:31
9. Free and Easy (Down the Road I Go) – 3:19
10. Band of Brothers – 3:44
11. Prodigal Son's Prayer – 2:53